# NGC 1221
NGC 1221 (również PGC 11739) – galaktyka spiralna (S0-a), znajdująca się w gwiazdozbiorze Erydanu. Odkrył ją w 1886 roku Francis Leavenworth.